# Данска краљевска библиотека
Данска краљевска библиотека (дан. Det Kongelige Bibliotek) је национална библиотека Данске, као и универзитетска библиотека Универзитета у Копенхагену. Највећа је библиотека у нордијским земљама. Садржи бројна историјска богатства, а сва дела штампана у Данској од 17. века се налазе овде.

## Историјат
Библиотеку је у 17. веку основао краљ Фредерик III. Књижни фонд библиотеке је настао је присвајањем приватних библиотека током педесетих и шездесетих година 17. века, а пракса присвајања приватних колекција, што у целости, што половично, траје све до 19. века. Постала је отворена за јавност 1793. године, а 1849. године је постала државно власништво, будући да је тада укинута апсолутистичка монархија у Данској.

### Библиотекари
Први библиотекар је био Marcus Meibom, а наследио га је Peder Griffenfeld. Daniel Gotthilf Moldenhawer је био познат по крађи бројних књига како би обогатио колекције библиотеке. Каснији библиотекари су J. H. Schlegel, Jon Erichsen, Chr. Bruun и H.O. Lange.

## Библиотека данас
Библиотека данас има своја четири центра: један у Gothersgadu, матични у Copenhagenu специјализован за друштвене науке и право, један у Amageru специјализован за хуманистичке науке и један у Nørre Allu који је специјализован за приородне науке и науку о здрављу. Годишње се задужи 7.900.000 јединица (7,400,000 је електронским путем).
The Black Diamond је додатак библиотеци, изграђен 1999. године у Копенхагену, на самој обали, тачније у луци. Назив је добио по свом изгледу, по спољашњости од црног мермера и стакла. Седмоспратна зграда садржи четири нове читаонице, али и концертну салу, галерије, књижару, кафић и ресторан. Бројне културне активности претвориле су Данску краљевску библиотеку у центар културних дешавања у Копенхагену.

## Фонд библиотеке
Национална библиотека вековима обавезним примерком прикупља све штампано и објављено у Данској. Садржи колекцију мапа, музике, преписки, писама и архивских материјала, као и 18 хиљада фотографија. Задатак Краљевске библиотеке је да очува културно наслеђе народа, а то укључује и „аспекте историје који су се десили и пре 30 секунди“, па тако документује све новине, радио-програм, телевизијски програм и интернет. У фонду библиотеке се налази сав дански радио и телевизијски програм од половине осамдесетих година 20. века, све данске новине од половине 17. века па до данас, биоскопске рекламе између 1955. и 1995. године и све рекламе са телевизијског канала ТV2 1988-2005. Чувају сву днаску музичку продукцију, гласовне записе говора познатих жена и мушкараца, дијалекте и данске најстарије звучне записе на воштаним цилиндрима. Поседују и разне посебне колекције ствари као што су распореди, погребни проповеди, рукописи, стара политичка документа.
Библиотека садржи 33.300.000 физичких јединица, од којих су 6.100.000 књиге и дневници, 18,500,000 примерака постера и фотографија, 7,600,000 памфлета и корпоративних публикација и 1.100.000 других материјала. Дигитална колекција садржи 393,000 GB, од којих је 326,000 GB обавезних примерака, а 67,000 GB дигитализованих колекција.
Све што се налази у Краљевској библиотеци може се пронаћи претраживањем заједничког онлајн каталога библиотека у Данској, или преко REX, онлајн каталога Краљевске библиотеке.

### Колекције
Оријентална колекција укључује текстове на језицима Азије и северне Африке, у форми рукописа писаних на пергаменту и папиру, као и на другим материјалима (листови палме, кора, металне плочице), и штампане књиге. Такође, одељење на ком се налазе Оријентална и Јеврејска колекција садржи малу музејску колекцију илустраторске продукције у књигама која садржи 200 минијатура.
Јервејска колекција садржи богату колекцију истраживања о Јеврејима и материјале писане на хебрејском језику. Још за време ренесансе су прикупњени рукописи о јеврејским коренима у хришћанству, а касније и штампана дела прикупљана за краљевске колекције. У 17. а посебно у 18. веку, колекцију су проширили набавком у Данској, али и ван ње, док су дански истраживачи доносили рукописе и штампана дела. У 19. веку, студије о јеврејству постају све истраживанија дисциплина, што доводи до додатног проширења ове колекције. Најбитнији тренутак за ову колекцију је био припајање приватне библиотеке Рабија Давида Симонсена 1932. године.